# Estorre Visconti
Estorre Visconti, Astorre o Ettore secondo altre fonti (Milano, 2 aprile 1346 – Monza, 7 gennaio 1413), fu uno dei numerosi figli di Bernabò Visconti, già signore di Milano e poi spodestato dal nipote Gian Galeazzo nel 1385. Fu protagonista del parzialmente fallito colpo di Stato a Milano nel 1412.

## Biografia

### Giovinezza
Figlio di Bernabò e di Beltramola de' Grassi, Estorre nel 1404 aveva ricevuto come suo dominio la signoria di Martinengo e di Morengo. Era membro della Compagnia della Treccia, ordine cavalleresco fondato dall'Arciduca Alberto III d'Austria.

### Ai Forni
Giovanni Maria, figlio di Gian Galeazzo e Duca di Milano lo accusò di congiura e lo fece chiudere nella terribile prigione dei Forni del Castello di Monza, dalla quale fu poi liberato da Ottobon Terzi e dai suoi seguaci di parte ghibellina.

### Signore di Monza e lotte per il potere
Nel 1407 Estorre venne proclamato Signore di Monza e fece coniare in una zecca cittadina una propria moneta, il grosso monzese, recante la dicitura Hestor Vicecomes Modoetie.
All'uccisione di Giovanni Maria (16 maggio 1412), Estorre fu acclamato Signore dal popolo milanese e rimase tale fino al giugno dello stesso anno, associandosi Giovanni Carlo Visconti, nipote legittimo di suo padre Bernabò, nell’intento di legalizzare il suo potere in città dove iniziò anche a governare e battere moneta,
Sconfitto però da Filippo Maria, fratello di Giovanni Maria, fu scacciato dalla capitale e insieme alla sorella Valentina si rifugiò a Monza, dove l'8 agosto fu assediato dal Carmagnola. Giancarlo invece, più prudentemente, non si fece vivo.

### Morte
Qui, nel cortile del castello, mentre era intento ad abbeverare il suo cavallo, una pietra scagliata a caso da una catapulta degli assedianti gli fratturò il collo del piede sinistro provocandone la morte per infezione dopo pochi giorni.
La sorella Valentina, figlia legittimata di Bernabò, con il marito Gentile assunse allora la difesa del castello e degli interessi dei superstiti figli di Bernabò; con esequie solenni fece tumulare Estorre nel duomo di Monza.
Nel 1711, a seguito di lavori nel duomo, il suo corpo fu ritrovato mummificato e oggi è custodito nel museo. La sua spada, ritrovata nella tomba, è opera di un armaiolo milanese; datata tra la fine del XIV secolo e inizio del XV, è esposta nel museo del tesoro del Duomo di Monza.. La lama, a doppio taglio, è in acciaio brunito, con l'elsa decorata da una foglietta d'oro, mentre sottili fili d'oro ritorti ne arricchiscono l'impugnatura.

## Discendenza
Sposò Margherita Infrascati, dalla quale ebbe due figli: Ettore e Francesco.

## Ascendenza
|                       |   |                    | Genitori        |  |  | Nonni |  |  | Bisnonni          |  |  | Trisnonni         |  |
|                       |   |                    |                 |  |  |       |  |  | Matteo I Visconti |  |  | Teobaldo Visconti |  |
|                       |   |                    |                 |  |  |       |  |  | Matteo I Visconti |  |  | Teobaldo Visconti |  |
|                       |   | Anastasia Pirovano |                 |  |  |       |  |  | Matteo I Visconti |  |  |                   |  |
| Stefano Visconti      |   |                    |                 |  |  |       |  |  | Matteo I Visconti |  |  |                   |  |
|                       |   | Bonacossa Borri    | Squarcino Borri |  |  |       |  |  |                   |  |  |                   |  |
|                       |   | Bonacossa Borri    | Squarcino Borri |  |  |       |  |  |                   |  |  |                   |  |
|                       |   | Bonacossa Borri    | Antonia         |  |  |       |  |  |                   |  |  |                   |  |
| Bernabò Visconti      |   | Bonacossa Borri    |                 |  |  |       |  |  |                   |  |  |                   |  |
|                       |   | Bernabò Doria      | …               |  |  |       |  |  |                   |  |  |                   |  |
|                       |   | Bernabò Doria      | …               |  |  |       |  |  |                   |  |  |                   |  |
|                       |   | Bernabò Doria      | …               |  |  |       |  |  |                   |  |  |                   |  |
| Valentina Doria       |   | Bernabò Doria      |                 |  |  |       |  |  |                   |  |  |                   |  |
|                       |   | Eliana Fieschi     | …               |  |  |       |  |  |                   |  |  |                   |  |
|                       |   | Eliana Fieschi     | …               |  |  |       |  |  |                   |  |  |                   |  |
|                       |   | Eliana Fieschi     | …               |  |  |       |  |  |                   |  |  |                   |  |
| Estorre Visconti      |   | Eliana Fieschi     |                 |  |  |       |  |  |                   |  |  |                   |  |
|                       | … | …                  |                 |  |  |       |  |  |                   |  |  |                   |  |
|                       | … | …                  |                 |  |  |       |  |  |                   |  |  |                   |  |
|                       | … | …                  |                 |  |  |       |  |  |                   |  |  |                   |  |
| …                     | … |                    |                 |  |  |       |  |  |                   |  |  |                   |  |
|                       |   | …                  | …               |  |  |       |  |  |                   |  |  |                   |  |
|                       |   | …                  | …               |  |  |       |  |  |                   |  |  |                   |  |
|                       |   | …                  | …               |  |  |       |  |  |                   |  |  |                   |  |
| Beltramola de' Grassi |   | …                  |                 |  |  |       |  |  |                   |  |  |                   |  |
|                       |   | …                  | …               |  |  |       |  |  |                   |  |  |                   |  |
|                       |   | …                  | …               |  |  |       |  |  |                   |  |  |                   |  |
|                       |   | …                  | …               |  |  |       |  |  |                   |  |  |                   |  |
| …                     |   | …                  |                 |  |  |       |  |  |                   |  |  |                   |  |
|                       |   | …                  | …               |  |  |       |  |  |                   |  |  |                   |  |
|                       |   | …                  | …               |  |  |       |  |  |                   |  |  |                   |  |
|                       |   | …                  | …               |  |  |       |  |  |                   |  |  |                   |  |
|                       |   | …                  |                 |  |  |       |  |  |                   |  |  |                   |  |